# Guglielmina Ronconi
Guglielmina Cornelia Maria Ronconi (Pesaro, 12 gennaio 1864 – Torino, 22 marzo 1936) è stata un'insegnante e pedagoga italiana.

## Biografia
Guglielmina Ronconi, così chiamata in onore di Gioachino Rossini per la sua famosa opera Guglielmo Tell, era l'ultima di sei fratelli e sorelle, figlia dell'avvocato Francesco e di Caterina Fattori, morti quando Guglielmina aveva appena dodici anni. 
A diciannove anni, nel 1883, entrò a far parte dell'Associazione di Nostra Signora del Sacro Cuore e nel 1884 fu mandata dal cognato a studiare a Roma nell'Accademia di S. Luca preferendo però l'iscrizione al Magistero Superiore Femminile sorto dalla volontà dello storico Raffaello Giovagnoli e del poeta Giuseppe Aurelio Costanzo. Terminò gli studi di laurea nel 1888 con la tesi Parini e la società incipriata. Il suo primo insegnamento fu a Vercelli presso la Real Scuola Normale "Rosa Stampa". Fece la sua prima conferenza a Pesaro su Torquato Tasso. 
In seguito ad una malattia e dietro insistenza del medico, senatore Cardarelli, fu costretta a trasferirsi da Vercelli a Firenze nell'anno 1902 e fu ospite delle Suore di Carità.
Dal 1907 si occupò delle detenute nelle carceri romane e dei loro bambini come insegnante. In quel periodo ricevette l'incarico da parte del Ministero dell'interno di coordinare a livello nazionale l'organizzazione degli asili infantili carcerari.
Nel 1909 fondò l'Opera di Vita morale allo scopo di fornire un'istruzione morale alle donne "dei ceti inferiori". Questa organizzazione, composta da sole donne, fu alla base della propaganda patriottica durante la prima guerra mondiale. 
Nel 1911 il presidente della FS Lazio Fortunato Ballerini la premiò con una Medaglia d'Oro per la sua attività a favore della Società e per le sue iniziative di carattere filantropico. 
Tra il 1915 e il 1918 Ronconi fu a capo della CNDI (Consiglio Nazionale delle Donne Italiane) e dal 1921 a capo della Sezione Moralità. Tra gli scopi dell'organizzazione durante la guerra, c'era quello di combattere il disfattismo, anche tramite l'istruzione di altre insegnanti e la creazione di una "rete pedagogica" nazionale focalizzata sulla diffusione della propaganda bellica tra le donne dei ceti meno istruiti, riconoscendo in queste una potente arma di diffusione di idee:
"Se vogliamo salvare la Patria, guardiamo alle fondamenta, alla donna del nostro popolo, incosciente, ma possente incitatrice di bene e di male. Bisognerebbe lasciare i teatri e penetrare nelle stalle, questo io credo."
Nel suo pensiero, infatti, la guerra giocava il ruolo di educatrice. Le sue attenzioni e le sue attività erano rivolte soprattutto all'educazione e alla valorizzazione del ruolo della donna nella società, in particolare con l'uso della parola e dell'insegnamento: sostenne, inoltre, i suoi metodi anche con numerosi scritti a carattere politico e sociale. Particolare attenzione fu posta nel recupero delle donne carcerate. Tali attività venivano indicate da lei stessa di "assistenza sociale" (mutuando un'espressione di origine anglosassone), anche se nella sua epoca era un'espressione inconsueta. All'avvento del Fascismo, che rifiutava, decise di chiudere l'Opera nel 1925 e divenne Terziaria francescana.
Morì a Torino il 22 marzo 1936, senza mai sposarsi e avere figli. È sepolta al cimitero del Verano.

## Eredità intellettuale
Una scuola elementare le è stata dedicata a Roma, in via Pier Antonio Micheli, nel quartiere Parioli. Nella stessa città le è stata inoltre intitolata una via, nel quartiere Ponte Mammolo, nei pressi del carcere di Rebibbia. 
La sua attività è stata proseguita negli anni successivi alla sua dipartita dall'Opera Ronconi-Pennesi (che prende il proprio nome anche da Lina Pennesi, amica e seguace della prima), a partire dal 1959: erede di questa è l'Associazione omonima con sede a Roma. 
Negli anni Sessanta è stata iniziata la sua causa di beatificazione.